# Джалиндинский сельсовет
Джалинди́нский сельсове́т — сельское поселение в Сковородинском районе Амурской области.
Административный центр — село Джалинда.

## История
11 апреля 2005 года в соответствии с Законом Амурской области № 473-ОЗ муниципальное образование  наделено статусом сельского поселения.

## Население
| 2002  | 2010  | 2011  | 2012  | 2013  | 2014  | 2015  |
| ----- | ----- | ----- | ----- | ----- | ----- | ----- |
| 1524  | ↘1345 | ↘1340 | ↘1327 | ↘1310 | ↘1272 | ↗1283 |
| 2016  | 2017  | 2018  | 2021  |       |       |       |
| ↘1263 | ↘1238 | ↘1222 | ↘903  |       |       |       |

## Состав сельского поселения
| № | Населённый пункт | Тип населённого пункта       | Население |
| - | ---------------- | ---------------------------- | --------- |
| 1 | Джалинда         | село, административный центр | ↘1123     |
| 2 | Среднерейновский | посёлок                      | ↘54       |
| 3 | Таёжный          | посёлок                      | ↘45       |